# Volcán Rumiñahui
Rumiñahui (quechua: rumi=piedra, ñawi o ñahui =ojo) es un volcán inactivo fuertemente erosionado de 4.712 m altura. Situado 40 kilómetros al sur de Quito en los Andes orientales de Ecuador, eclipsado por su vecino famoso el Cotopaxi.